# Казачок (Грайворонский район)
Казачок — посёлок в Грайворонском городском округе Белгородской области России.

## География
Находится в юго-западной части Белгородской области, в лесостепной зоне, в пределах юго-западных склонов Среднерусской возвышенности, при железнодорожной линии Хотмыжск — Одноробовка, на расстоянии примерно 9 километров (по прямой) к востоку-юго-востоку от города Грайворона, административного центра района. Абсолютная высота — 167 метров над уровнем моря.

### Климат
Климат характеризуется как умеренно континентальный, с относительно мягкой зимой и продолжительным засушливым летом. Среднегодовая температура воздуха — 6 °C. Средняя температура воздуха самого холодного месяца (января) — −8,2 °C (абсолютный минимум — −37 °C); самого тёплого месяца (июля) — 19,9 °C (абсолютный максимум — 40 °С). Годовое количество атмосферных осадков — 532 мм, из которых 381 мм выпадает в период с апреля по октябрь. Снежный покров держится в течение 111 дней.

### Часовой пояс
Посёлок Казачок как и вся Белгородская область, находится в часовой зоне МСК (московское время). Смещение применяемого времени относительно UTC составляет +3:00.

## Население
| 2002 | 2010 |
| ---- | ---- |
| 12   | ↗22  |

### Половой состав
По данным Всероссийской переписи населения 2010 года в гендерной структуре населения мужчины составляли 36,4 %, женщины — соответственно 63,6 %.

### Национальный состав
Согласно результатам переписи 2002 года, в национальной структуре населения русские составляли 80 %.